# Ectephrina fentoni
Ectephrina fentoni är en fjärilsart som beskrevs av Butler 1881. Ectephrina fentoni ingår i släktet Ectephrina och familjen mätare. Inga underarter finns listade i Catalogue of Life.